# Ньягатаре
Ньягата́ре (руанда Nyagatare; ранее также Ньяката́ле [руанда Nyakatale]) — город на северо-востоке Руанды, административный центр одноимённого района (дистрикта; руанда akarere) Восточной провинции.
Ньягатаре находится в северной части Восточной провинции, недалеко от границ Руанды с Танзанией и Угандой, на расстоянии 76 километров к северо-северо-востоку от столицы страны Кигали; площадь составляет 40 км². По данным переписи 2012 года, численность городского населения составляла 14 320 человек, а суммарная в границах генплана того же года (вместе с пригородами) — 20 577 жителей. Ключевыми направлениями экономики Ньягатаре являются агропром и горная промышленность. Ранее город был административным центром провинции Умутара (1996—2005) и одноимённого муниципалитета (2002—2005). С 2013 года Ньягатаре участвует в государственной программе по развитию урбанизации в Руанде.

## Этимология
Точная этимология названия города не установлена. По одной из версий, оно происходит из распространённого в приграничных районах соседней Уганды языка ньянколе, в котором agatare означает «рынок».

## История
С началом гражданской войны в 1990 году, из-за обвинений в пособничестве РПФ (отряды которого впервые вошли в город 4 октября того же года), местные тутси стали активно подвергаться притеснениям: многие были арестованы, а некоторые убиты (отдельные убийства представителей тутси происходили и до этого, на протяжении всего периода независимости страны, начиная с 1962 года). При этом начатый тогдашними властями Руанды 7 апреля 1994 года геноцид против тутси Ньягатаре затронул минимально, поскольку уже 8 апреля он был занят частями РПФ, ставши, таким образом, первым городом, перешедшим под контроль РПФ в ходе решающего наступления, приведшего в итоге к прекращению геноцида и завершению гражданской войны в стране.
С 19 апреля 1996 года город Ньягатаре являлся административным центром сформированной в тот же день провинции Умутара (до этого находился в составе префектуры Бьюмба) и с 1 января 2002 года одноимённого муниципалитета, упразднённых в результате реформы 2006 года, по итогам которой вошёл в состав новосозданной Восточной провинции в качестве административного центра района Ньягатаре.
В октябре 2010 года был представлен новый генеральный план (вместо действовавшего с 2009 и рассчитанного до 2020 года) сроком на 15 лет, предполагавший расширение территории города и строительство новых дорог, школ, футбольного стадиона и иных объектов инфраструктуры. В 2013 году Ньягатаре (вместе с городами Мусанзе, Муханга, Рубаву, Русизи и Хуе) был включён в поддержанную затем Всемирным банком отдельным 5-летним (2016—2021) проектом специальную правительственную программу по развитию урбанизации в стране в рамках запущенной 13 сентября того же года второй общей государственной стратегии экономического развития и сокращения бедности.
14 мая 2013 года в городе Ньягатаре произошло обрушение строившегося 4-этажного здания, в результате чего погибли 6 человек (все были строителями) и более 30 пострадали; при этом появившаяся первоначально информация о возможном нахождении под завалами около 100 человек в итоге не подтвердилась. В начале февраля 2014 года при городском исправительном учреждении был открыт центр реабилитации несовершеннолетних, построенный при поддержке МККК и ЮНИСЕФ.
27 мая 2020 года был представлен разработанный сингапурской компанией Surbana Jurong проект нового генерального плана сроком до 2050 года, предполагающий развитие Ньягатаре как компактного и «зелёного» города.

## Физико-географическая характеристика

### Расположение
Ньягатаре располагается в холмистой местности на реке Мувумбе в северной части Восточной провинции, на расстоянии 76 километров к северо-северо-востоку от столицы страны города Кигали, недалеко от границ Руанды с Танзанией и Угандой. Ньягатаре находится в районе мезопротерозойского интрузивного массива, основной слагающей породой которого является порфировидный гранит с белыми полевыми шпатами и часто двумя видами слюд.
Как и вся Руанда, город находится в часовом поясе UTC+2:00, обозначаемом по международному стандарту как Центральноафриканское время (CAT). Географические координаты: 01°18′ южной широты и 30°19′30″ восточной долготы. Абсолютная высота центра — от 1342 до 1370 метров над уровнем моря, с пригородами — 1541. Ближайший аэропорт расположен в Кигали.
Согласно генеральному плану Ньягатаре от 2012 года, площадь города составляет 40 км², а общее занимаемое пространство вместе с пригородами — 120 км² (12 000 га) и включает в себя территории 11 ячеек и 27 селений секторов Ньягатаре, Рвемпаша, Рвимияга, Рукомо и Табагве (по генплану 2009 года, общее занимаемое пространство города Ньягатаре включало в себя части территорий 4 секторов: Ньягатаре, Рвемпаша, Рвимияга и Табагве). Согласно проекту нового генерального плана от 2020 года, общая площадь города, предположительно, будет составлять 67 км² и включать в себя на 90 % территории сектора Ньягатаре, а также 2 селения секторов Рвемпаша и Табагве.

### Флора и фауна
В растительности города и окрестностей преобладают саванные луга, представленные видами Themeda triandra и Hyparrhenia filipendula. Растущий по берегам реки Мувумбы лес состоит из акаций, акаций многоколючковых, альбиций Петерса, диких финиковых пальм и других. Во флоре преобладают травянистые пастбища. По холмам разбросаны леса, состоящие из древовидных кактусоподобных молочаев, а равнинные земли используются для выращивания продовольственных культур, таких как авокадо, бананы, бататы, бобы, картофель, кукуруза и маниоки.
Животный мир представлен, в основном, множеством видов беспозвоночных — в частности, африканскими пчёлами, ахатинами гигантскими, Lumbricus terrestris, различными видами бабочек, клещей, комаров, муравьёв, мух, тараканов, термитов и прочих. Из домашних животных встречаются, в основном, представители крупного рогатого скота, козы, овцы, свиньи, кролики и куры.

### Климат
Город находится в зоне тропического климата. Сухой сезон продолжается с июня по август. Среднемесячная температура находится в районе от +20 до +22 °C, среднегодовая — +21,2 °C. Дневная температура колеблется от +13,9 °C до +29,5 °C; в год выпадает более 800 мм осадков, которые невелики даже в сезон дождей.
| Показатель                     | Янв. | Фев. | Март  | Апр.  | Май   | Июнь | Июль | Авг. | Сен. | Окт.  | Нояб. | Дек. | Год   |
| ------------------------------ | ---- | ---- | ----- | ----- | ----- | ---- | ---- | ---- | ---- | ----- | ----- | ---- | ----- |
| Средний суточный максимум, °C  | 27,9 | 28,1 | 27,0  | 26,7  | 26,1  | 27,0 | 27,5 | 28,1 | 28,3 | 26,9  | 26,8  | 28,0 | 27,4  |
| Средняя температура, °C        | 21,4 | 21,7 | 21,1  | 21,3  | 20,7  | 20,5 | 20,5 | 21,5 | 22,0 | 21,4  | 21,2  | 21,6 | 21,2  |
| Средний суточный минимум, °C   | 14,8 | 15,2 | 15,2  | 15,8  | 15,2  | 13,9 | 13,5 | 14,8 | 15,7 | 15,8  | 15,6  | 15,1 | 15,1  |
| Норма осадков, мм              | 42,2 | 52,3 | 114,7 | 101,2 | 139,0 | 27,3 | 5,5  | 21,6 | 72,1 | 108,9 | 100,0 | 71,5 | 856,3 |
| Источник: Официальный сайт ВМО |      |      |       |       |       |      |      |      |      |       |       |      |       |

## Население

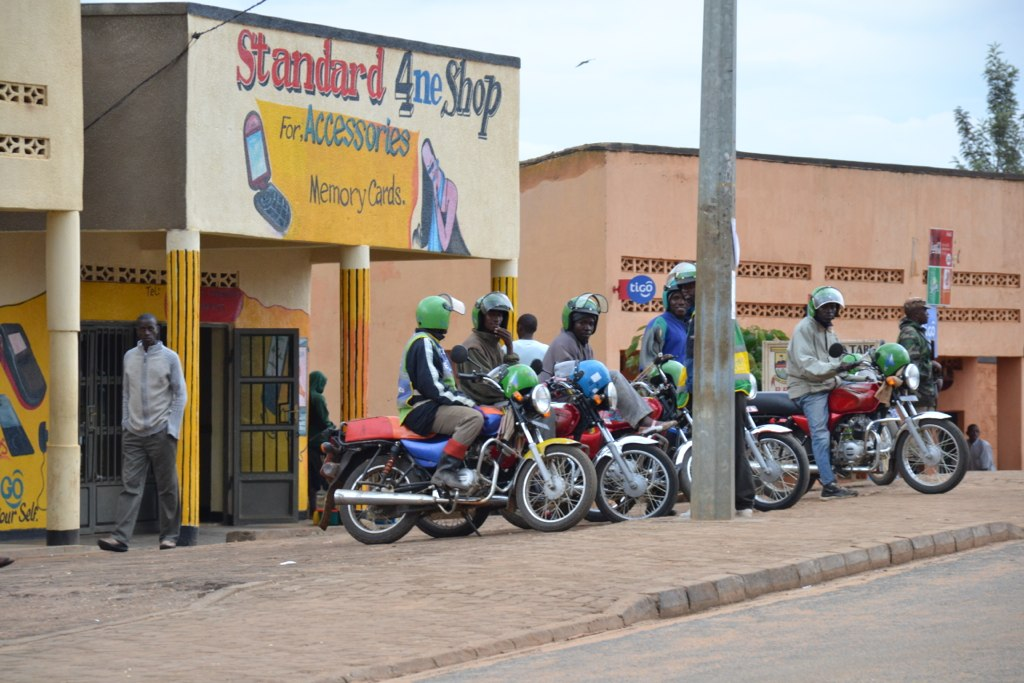
Мототакси в Ньягатаре (2011)

В 1994 году население Ньягатаре, предположительно, могло составлять около 1000 человек. После завершения гражданской войны в том же году в городе, как и во всём регионе, начался резкий рост населения за счёт возвращения руандийских беженцев из сопредельных Танзании и Уганды, а также вследствие миграции из других частей страны.
В переписи 2002 года население крупнейших городов и административных центров регионов Руанды считалось суммарно со всеми жителями созданных 1 января того же года муниципалитетов, всё население которых обозначалось городским, независимо от наличия городской инфраструктуры в отдельных их населённых пунктах; ввиду этого в ряде источников общее количество населения муниципалитета Умутара (8003 человека) ошибочно подаётся как численность населения являвшегося его административным центром Ньягатаре.
По оценочным данным на 2004 год, население города могло составлять 3573 жителя. По материалам переписи 2012 года, численность населения Ньягатаре составляла 14 320 человек городского населения и 20 577 жителей всей территории, занимаемой им согласно генеральному плану того же года; и 23 188 человек в границах генплана 2009 года.
Ежегодный рост населения Ньягатаре составляет 6 %, что является одним из самых высоких показателей в стране. 84,4 % жителей города составляют лица моложе 40 лет; людей в возрасте 65 лет и старше в Ньягатаре насчитывается лишь 1,8 %. По национальной принадлежности подавляющим большинством являются представители титульного народа руанда, согласно данным переписи 2012 года составлявшего 99,7 % населения района Ньягатаре.

### Религия
В 1996 году в городе был основан приход Римско-Католической церкви, входящий в состав деканата Ньягатаре епархии Бьюмбы. Также в городе действуют различные протестантские приходы, включая пятидесятников. Кроме того, в Ньягатаре есть небольшая мусульманская община; ближайшая мечеть расположена примерно в 2 км к югу от города в селении Гихоробва (руанда Gihorobwa) ячейки Рутарака (руанда Rutaraka).

## Экономика
Основу экономики города составляют агропромышленный комплекс (в основном, животноводство, рисоводство и молочная промышленность) и горная промышленность (добыча и обработка гранита); также Ньягатаре является коммерческим хабом Восточной провинции. Основными видами хозяйственной деятельности населения города являются торговля, производство и сфера услуг.
В Ньягатаре работают отделения ряда банков: Bank of Kigali, Compagnie Générale de Banque, Banque Populaire du Rwanda и Zigama Credit and Savings Bank; а также филиал Ecobank, планировавшийся к закрытию в январе 2018 года. В первом квартале 2019 года в городе открылось представительство AB Bank Rwanda.
6 июля 2012 года в пригородном селении Рутарака было запущено крупнейшее в регионе предприятие по обработке гранита и производству различных изделий из него East African Granite Industries. 1 марта 2018 года в Ньягатаре был открыт первый в городе и регионе 4-звёздочный отель City Blue Epic.

### Инфраструктура
По данным на 2012 год, уровень доступа населения Ньягатаре к улучшенному водоснабжению (42,3 %) был значительно ниже, чем в среднем по стране (74,2 %); при этом, имеющие доступ вынуждены были сталкиваться с частыми перебоями в подаче воды, особенно в сухой сезон. Уровень доступа жителей города к электричеству примерно соответствовал среднему по Руанде; при этом, часто (иногда ежедневно) происходили его отключения, как и по всей стране. Ньягатаре подключён к национальной сети волоконно-оптической связи, благодаря чему в городе доступен высокоскоростной интернет. Также доступно 4G LTE.

## Архитектура и застройка
По данным на 2013 год, большинство зданий в Ньягатаре были одноэтажными, с преобладанием отдельных домов; при этом, имелась и блокированная застройка (в основном, с общими двором, кухней и санузлом); более высокие строения располагались только в деловом районе города возле главной дороги, рядом со зданием администрации дистрикта и около университета.
В районе моста через Мувумбу расположен мемориал памяти жертв геноцида против тутси, в ходе которого в 1994 году в реку сбрасывались тела убитых неподалёку людей.

## Образование и культура
В Ньягатаре располагается один из кампусов Руандийского университета (созданный в 2011 году на базе основанного в 2004 году местного политехнического университета) и школа медсестёр и акушерок (руанда Ishuri ry'Abaforomo n'Ababyaza). В 2015 году в городе был создан частный университет East African University Rwanda (EAUR).
В апреле 2007 года в Ньягатаре впервые прошёл кинофестиваль Hillywood, ставший весьма значимым событием для города и региона, поскольку, ввиду недостаточного развития соответствующей инфраструктуры в Руанде в целом, жители редко имеют возможность смотреть фильмы на большом экране.

## Социальная сфера

### Здравоохранение
В начале 1983 года в Ньягатаре был построен гражданский госпиталь, до 2020 года бывший единственным во всём дистрикте. По состоянию на 2011 год, городская больница была рассчитана на 250 коек и располагала 4 автомобилями скорой помощи и штатом из 9 профессиональных врачей и 80 медсестёр, чего, вкупе с прочими инфраструктурными проблемами (вроде отсутствия достаточного количества операционных и современного морга), в то время уже было недостаточно для полноценного качественного обслуживания всех пациентов региона.

### Средства массовой информации
Ньягатаре находится в зоне покрытия передающей станции, расположенной в районе селения Ньярупфубире (руанда Nyarupfubire) одноимённой ячейки сектора Рвимияга, благодаря чему в городе доступно вещание 5 FM-радиостанций: Flash FM (90,4 МГц), KT Radio (107,9 МГц), Radio 10 (99 МГц), Radio Rwanda (93,5 МГц) и Radio Nyagatare (95,5 МГц; созданное в 2009 году местное отделение Radio Rwanda), а также 12 цифровых телеканалов: Authentic TV, Big Television Network (BTN) TV, Contact TV, Flash TV, Goodrich TV, Isango Star TV, Kwese Free sports, RTV, TV 7, TV 10, TV One и Victory TV.

## Спорт
В сезоне 2015/16 местный футбольный клуб «Ньягатаре» дебютировал во втором дивизионе чемпионата Руанды. В начале 2018 года команда была на один сезон отстранена от участия в соревнованиях решением федерации футбола страны за самовольную неявку на 3 матча первенства. В сезоне 2019/20 «Ньягатаре» возобновил выступления во второй лиге. В структуре клуба есть женская команда.
Перед стартом сезона 2016/17 в город перебазировался клуб высшего эшелона страны «Санрайз» из Рвамаганы, домашней ареной которого сначала стал вмещающий 1000 зрителей стадион «Мувумба», а с сезона 2019/20 новый стадион в Ньягатаре, построенный в рамках президентской программы.